# Biscúter Comercial 100

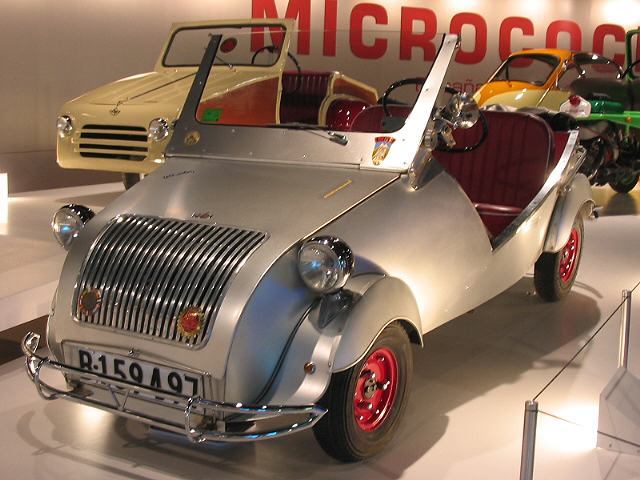
Biscúter 100.

El Biscúter 100 es un microcoche producido por el fabricante español Autonacional, S.A. a mediados del siglo XX. Su producción total es de aproximadamente 12 000 unidades.
El coche tiene sus orígenes en Francia, a finales de los años 1940, donde Gabriel Voisin, diseñador de aviones y titular de la prestigiosa fábrica de automóviles Voisin, diseñó un coche mínimo llamado Bi-scooter. El nombre implicaba que era del tamaño de dos motos scooter o bien una moto scooter con cuatro ruedas. En Francia, la idea no atrajo el interés de los fabricantes ni del público, pero ocurrió todo lo contrario en la España de posguerra, y finalmente vendió la licencia a la firma española Autonacional S.A. de Barcelona. Cuando se introdujo en el mercado en 1953, el coche no tenía nombre formal y se llamaba simplemente «Serie 100», pero pronto pasó a ser conocido como «Zapatilla», por su perfil similar a una zapatilla. Un chascarrillo común era «feo como un Biscúter».

## Información técnica
El «Zapatilla» realmente estaba simplificado al mínimo, sin puertas, ventanas ni marcha atrás. El motor Hispano Villiers de un cilindro, 197 cc y dos tiempos desarrollaba unos 9 CV, se arrancaba con manivela y tenía la trasmisión solamente a la rueda delantera derecha. El frenado se realizaba con un sistema poco común de tres puntos, que incluía la transmisión y cables a las ruedas traseras. Una característica realmente avanzada fue una carrocería completamente de aluminio, aunque más tarde se usaría acero. Con el tiempo se le acabarían añadiendo puertas a la carrocería, un arranque eléctrico y marcha atrás. La capota de lona era un equipamiento opcional.